# Hyeolmaek
Pour plus de détails, voir Fiche technique et Distribution.
Hyeolmaek (혈맥) est un film sud-coréen réalisé par Kim Soo-yong, sorti en 1963.

## Synopsis
Le film évoque le conflit entre les générations dans un petit village.

## Fiche technique
- Titre : Hyeolmaek
- Titre original : 혈맥
- Titre anglais : Bloodline
- Autre titre anglais : Kinship
- Réalisation : Kim Soo-yong
- Scénario : Lim Hee-jae d'après la pièce de théâtre de Kim Yeong-su
- Musique : Jeong Yun-ju
- Photographie : Jeon Jo-myeong
- Montage : Yu Jae-won
- Production : Won Baek
- Société de production : Hanyang Films
- Pays :  Corée du Sud
- Genre : Drame
- Durée : 83 minutes
- Dates de sortie : 
  -  Corée du Sud : 3 octobre 1963

## Distribution
- Kim Seung-ho
- Hwang Jeong-sun
- Kim Ji-mee
- Choi Nam-hyeon

## Distinctions
Le film a reçu quatre Blue Dragon Film Awards : meilleur film, meilleur acteur pour Kim Seung-ho, meilleure actrice pour Hwang Jeong-sun et meilleur second rôle masculin pour Choi Nam-hyeon.